# Liste der Militäroperationen im Namibischen Befreiungskampf
Die Liste der Militäroperationen im südafrikanischen Grenzkrieg enthält die Militäroperationen, die von den Südafrikanischen Streitkräften im Namibischen Befreiungskampf durchgeführt wurden:
| - Operation Savannah (1975) - Operation Bruilof (1978) - Operation Seiljag (1978) - Operation Reindeer (1978) - Operation Rekstok (1979) - Operation Safraan (1979) - Operation Sceptic (Smokeshell) (1980) - Operation Vastrap (Juli 1980) - Operation Klipklop (1980) - Operation Vasbyt (1981) - Operation Konyn (1981) - Operation Carnation (1981) - Operation Protea (1981) - Operation Daisy (1981) - Operation Kerslig (1981) - Operation Super (1982) - Operation Meebos (1982) - Operation Drama (1983) - Operation Phoenix (1983) | - Operation Dolfyn (1983) - Operation Askari (1983) - Operation Boswilger (1985) - Operation Egret (1985) - Operation Argon (1985) - Operation Wallpaper (1985) - Operation Southern Cross (1986) - Operation Alpha Centauri (1986) - Operation Modular (1987) - Operation Firewood (1987) - Operation Hooper (1988) - Operation Packer (1988) - Operation Excite/Hilti (1988) - Operation Prone (1988) - Operation Vuiswys (1988) - Operation Displace (1988) - Operation Merlyn (1989) - Operation Linger (1989) - Operation Agree (1989) |